# 제101SS중전차대대
제101SS중전차대대(독일어: Schwere SS-Panzer-Abteilung 101 (s.SS-Pz. Abt. 101))는 무장친위대의 정예 기갑부대 중 하나였다. 6호 전차 티거1을 장비하여 창설되었다가 6호 전차 B형 티거2(쾨니히스티거)가 생산되면서 1944년 말에 티거2로 장비를 교체하였고, 부대명도 제501SS중전차대대(Schwere SS-Panzer-Abteilung 501)로 바꾸었다.
이 대대는 1943년 7월 19일에 제1SS기갑군단의 예하 부대로 창설되었다. 제1SS기갑연대 13중대를 흡수하고, 6호 전차 티거를 장비한 2개 중전차 중대로 편성되었다. 제1SS기갑사단 총통경호친위대 아돌프 히틀러에 배속된 대대는 1943년 8월 23일 이탈리아로 이동해 10월 중순까지 이탈리아에 주둔했다. 제1, 2중대는 동부로 보내졌고, 잔여 병력은 서부에서 대기했다.

## 역사

### 노르망디
서부 연합군의 서부 유럽 침공이 임박하자, 동부 전선에 있던 대대 소속 부대들은 1944년 4월에 서부 전선으로 이동하라는 명령을 받았다. 1944년 6월 1일, 대대는 45대의 티거로 무장하고 파리시 북동쪽 보베(Beauvais) 근방에 주둔하고 있었다. 45대의 전차 중 37대가 작전 가능한 상태였고, 8대는 수리 중이었다. 6월 6일, 노르망디로 이동하라는 명령을 받은 대대는 극심한 공중 폭격에 시달렸지만 6월 12일에는 노르망디에 도착했다. 이때 대대는 자력으로 도로를 따라 이동할 수밖에 없었는데, 후방에서 독일군 부대의 이동을 저지 내지는 지연시키기 위한 프랑스 국내군을 비롯한 프랑스 레지스탕스들의 집요한 방해 공작과 연합군 전투폭격기들의 철도망 공격으로 철도 기동을 할 수 없었기 때문이었다. 몇 주간의 전투 중 가장 유명한 전투는 역시 빌레르-보카즈 전투다. 이 전투에서 동 대대 2 중대장 미하일 비트만 SS대위가 단 1대의 티거1으로 영국군 기갑여단의 진격을 좌절시켰기 때문이다. 이 전투로 인해 영국군은 캉 점령 계획은 차질을 빚게 되었지만, 대대 또한 상당한 피해를 입어 7월 5일 시점에서는 45대의 전차 중 15대를 손실했다.
이 무렵, 탑승할 전차를 잃어 남아돌게 된 전차병들이 전선에서 돌아왔고, 이들은 새로운 티거2 전차로 기종 전환 준비를 하기 시작했다. 8월 7일 노르망디에 남아있던 LSSAH 사단의 잔여 전차들은 25대의 티거였고, 그중 21대가 아직까지 작전 가능한 상태였다. 대대는 팔레즈 포위전 당시 격렬한 전투로 사실상 잔여 전차 모두를 상실하고 말았다. 포위전에서 괴멸적인 타격을 입은 독일군은 프랑스에서 대거 철수하기 시작했다.
9월 9일, 대대 잔여 전력은 휴식과 재편성에 들어갔다. 신품 티거2를 수령한 대대는 9월 22일에 기종 전환을 끝마쳤다. 그와 함께 제501SS중전차대대로 단대호가 변경되었다.

## 외부 참조 사이트
- (영어) s.SS-Pz.Abt. 101 Tiger I's in Normandy - 웨이백 머신 (보관됨 2005-03-16)
- (영어) 노르망디의 SS 101 중전차대대의 작전 by Niklas Zetterling
- (영어) SS 101 중전차대대 부대사 및 티거1 정보센터의 다른 티거 부대들